# コーガン症候群
コーガン症候群（コーガンしょうこうぐん、Cogan's syndrome）は、自己免疫性の機序を持つと想定される慢性炎症性疾患のひとつ。
内耳障害と眼症状を主とする。血管炎症候群のひとつと考えられている。
眼の間質性角膜炎・強膜炎と内耳の感音性難聴、耳鳴、回転性めまいを発症し、高安動脈炎を合併する事がある（12％程度）。発熱、体重減少などを来たす事もあり、不明熱の鑑別疾患の一つでもある。
治療としては、古典的膠原病と同様の高用量ステロイド療法が行われる。